# Освајачи олимпијских медаља у атлетици — 80 метара препоне за жене
 Атлетска дисциплина трка на 80 метара са препонама у којој су се такмичиле само жене, била је на атлетском програму од Олимпијских игара у Лос Анђелесу 1932. године. После Олимпијских игара 1968. у Мексико Ситију, замењена је је дужом трком на 100 метара са препонама. Освајачи олимпијских медаља у овој дисциплини приказани су у следећој табели. Резултати су дати у секундама.
| Олимпијске игре           | Злато                                    | Злато       | Сребро                               | Сребро        | Бронза                               | Бронза   |
| ------------------------- | ---------------------------------------- | ----------- | ------------------------------------ | ------------- | ------------------------------------ | -------- |
| Лос Анђелес 1932. детаљи  | Бејб Дидриксон САД                       | 11,7 СР, ОР | Евелин Хал САД                       | 11,7 =СР, =ОР | Марџори Кларк Јужноафричка Република | 11,8     |
| Берлин 1936. детаљи       | Требизонда Вала Краљевина Италија        | 11,7 =ОР    | Ани Штојер Немачка                   | 11,7 =ОР      | Елизабет Тејлор Канада               | 11,7 =ОР |
| Лондон 1948. детаљи       | Фани Бланкерс-Кун · Холандија            | 11,2 ОР     | Морин Гарднер · Уједињено Краљевство | 11,2 =ОР      | Ширли Срикланд · Аустралија          | 11,4     |
| Хелсинки 1952. детаљи     | Ширли Стрикланд де ла Ханти · Аустралија | 10,9 ОР     | Марија Голубнича · Совјетски Савез   | 11,1          | Марија Сандер · Немачка              | 11,1     |
| Мелбурн 1956. детаљи      | Ширли Стрикланд де ла Ханти · Аустралија | 10,7 ОР     | Жизела Келер EUA¹                    | 10,9          | Норма Тровер · Аустралија            | 11,0     |
| Рим 1960. детаљи          | Ирина Прес · Совјетски Савез             | 10,8        | Карол Квинтон · Уједињено Краљевство | 10,9          | Жизела (Келер) Брикмајер EUA¹        | 11,0     |
| Токио 1964. детаљи        | Карин Балзер EUA¹                        | 10,5 ОР     | Тереса Ћепли · Пољска                | 10,5 =ОР      | Пам Килборн · Аустралија             | 10,5 =ОР |
| Мексико Сити 1968. детаљи | Морин Кирд · Аустралија                  | 10,3 ОР     | Пам Килборн · Аустралија             | 10,4          | Чи Ченг · Република Кина             | 10,4     |

¹ Олимпијци Западне и Источне Немачке наступали као једна екипа.

## Биланс медаља 80 метара препоне
Стање после ЛОИ 1968.
|     | Држава                 |   |   |   | Укупно |
| --- | ---------------------- | - | - | - | ------ |
| 1.  | Аустралија             | 3 | 1 | 3 | 7      |
| 2.  | EUA¹                   | 1 | 1 | 1 | 3      |
| 3.  | САД                    | 1 | 1 | 0 | 2      |
| 4.  | Совјетски Савез        | 1 | 1 | 0 | 2      |
| 5.  | Италија                | 1 | 0 | 0 | 1      |
|     | Холандија              | 1 | 0 | 0 | 1      |
| 7.  | Уједињено Краљевство   | 0 | 2 | 0 | 2      |
| 8.  | Трећи рајх             | 0 | 1 | 0 | 1      |
|     | Пољска                 | 0 | 1 | 0 | 1      |
| 10. | Немачка                | 0 | 0 | 1 | 1      |
|     | Република Кина         | = | 0 | 1 | 1      |
|     | Јужноафричка Република | - | - | 1 | 1      |
|     | Канада                 | - | - | 1 | 1      |
|     | Укупно (13)            | 8 | 8 | 8 | 24     |